# Ball im Savoy (1955)
Ball im Savoy (mit Untertitel Europa’s große Musikparade) ist ein deutscher Spielfilm von Paul Martin aus dem Jahr 1955 nach dem gleichnamigen Bühnenstück von Alfred Grünwald und Fritz Löhner-Beda aus dem Jahr 1932. Als frisch vermähltes Paar, das nach diversen Turbulenzen wieder zueinander findet, sind Rudolf Prack und Eva-Ingeborg Scholz zu sehen.

## Handlung
Madeleine und Paul sind nach dem Ende ihrer Hochzeitsreise, die sie nach Brüssel, Paris, Barcelona und Neapel geführt hat, wieder auf dem Weg nach Hause und freuen sich bereits darauf, die Flitterwochen im trauten Heim weiterführen zu können. Doch mit den nun folgenden Problemen haben sie nicht gerechnet.
Paul bekommt ein Telegramm von seiner verflossenen Freundin Tangolita, die dem frisch verheirateten Ehemann keine Ruhe gönnt. Bei ihrer Trennung hat sie Paul das Versprechen abgenommen, mit ihr später noch einmal schön auszugehen. Gerade jetzt, zu dieser unpassenden Zeit, versucht sie diese Zusage einzulösen. In seiner Not fällt Paul nur sein alter Freund Mustapha Bei ein. Der Gesandtschaftsattaché, sechsmal geschieden, durch diese Ehen ausreichend diplomatisch geschult und dazu auch noch mit reichlich Humor ausgestattet, soll diese unangenehme Sache ins Reine bringen. Doch seine Versuche bei Tangolita sind zwecklos; sie besteht darauf, mit Paul beim Ball im Savoy zu soupieren. Aber Paul und Mustapha haben einen neuen Plan: Paul wird unter dem Vorwand, seinen „alten Freund“ McKenny, den geheimnisumwitterten berühmten Dirigenten des Ballorchesters, treffen zu wollen, auf den Ball ins Savoy gehen, um dort in Ruhe mit Tangolita speisen zu können. Madeleine ahnt die wahren Zusammenhänge und geht ebenfalls zum Ball. Hier entdeckt sie ihren Paul bei einem kräftigen Flirt mit seiner Verflossenen. Kurz entschlossen greift sie sich den erstbesten Kavalier, den jungen, schüchternen Assessor Victor, um es ihrem Mann mit gleicher Münze heimzuzahlen.
Und dann kommt es im Ballsaal zum großen Skandal. In ihrer maßlosen Eifersucht wirft Madeleine ihrem Paul an den Kopf, dass sie ihn betrogen habe. Da diese Worte auch noch über die Lautsprecher für jeden hörbar sind, hat die Stadt ihr Tagesgespräch. In der Presse wird Madeleine als „Eheheldin“ gefeiert und die Scheidung ist fast schon perfekt. Buchstäblich in letzter Minute kommt McKenny, die in Wirklichkeit Daisy Parker heißt und Madeleines Cousine ist, und rettet durch eine List die fast kaputte Ehe. Madeleine, sanft wie ein Reh, und Paul, um eine eheliche Lehrstunde reicher, werden wieder ein glückliches Paar. Aber auch Daisy geht nicht leer aus, denn Mustapha versichert ihr, dass er sie als seine siebte Ehefrau niemals verlassen werde.

## Produktion
Produktionsfirma war die Central-Europa-Film GmbH Berlin, Produzent war Waldemar Frank. Arbeitstitel des Films war Europas große Musik-Parade. Sämtliche Aufnahmen entstanden im Atelier Hamburg-Wandsbek. Es spielte das Orchester Kurt Edelhagen. Es tanzten Caterina Valente und Jon Bubbles. Es sangen Bibi Johns, Bully Buhlan, Rasma Ducat, Illo Schieder, Gisela Griffel, 3 Peheiros und Caterina Valente. Herbert Kirchhoff und Albrecht Becker schufen die Bauten, Waldemar Frank und Helmut Ungerland übernahmen die Produktionsleitung.
Der Film erlebte seine Uraufführung in der Bundesrepublik am 27. April 1955 im Berliner Kino Kiki (Kino im Kindl).

## Kritik
Das Lexikon des internationalen Films bezeichnete den Film als einen Versuch eines deutschen Musiklustspiels, banal und voller Klischees.
Kino.de war der Meinung, dass „Klischees und Banalitäten“ das „durchaus kritische Potential der Geschichte schon im Ansatz zerstören“, „während die Schauspieler um Rudolf Prack und Eva-Ingeborg Scholz sich eher schlecht als recht über die Zeit retten“ würden. Nach Stefan Székelys österreichisch-ungarischer Variante von 1934 interpretiere Musikfilm-Spezialist Paul Martin 1955 die Operetten-Vorlage von Fritz Löhner-Beda und Alfred Grünwald „als seichte Nummernrevue“.